# Anne du Royaume-Uni
Ne doit pas être confondue avec Anne de Grande-Bretagne.
Signature
La princesse Anne, princesse royale (Anne Elizabeth Alice Louise), née le 15 août 1950 à Londres, est un membre de la famille royale britannique. 
Elle est le deuxième enfant et la seule fille parmi les quatre enfants du prince Philip, duc d'Édimbourg, et d'Élisabeth II, reine du Royaume-Uni de Grande-Bretagne et d'Irlande du Nord. Elle occupe la 18e place dans l'ordre de succession au trône britannique. Ancienne cavalière de haut niveau, elle est présidente du Comité olympique britannique et membre du Comité international olympique.

## Biographie

### Enfance et éducation

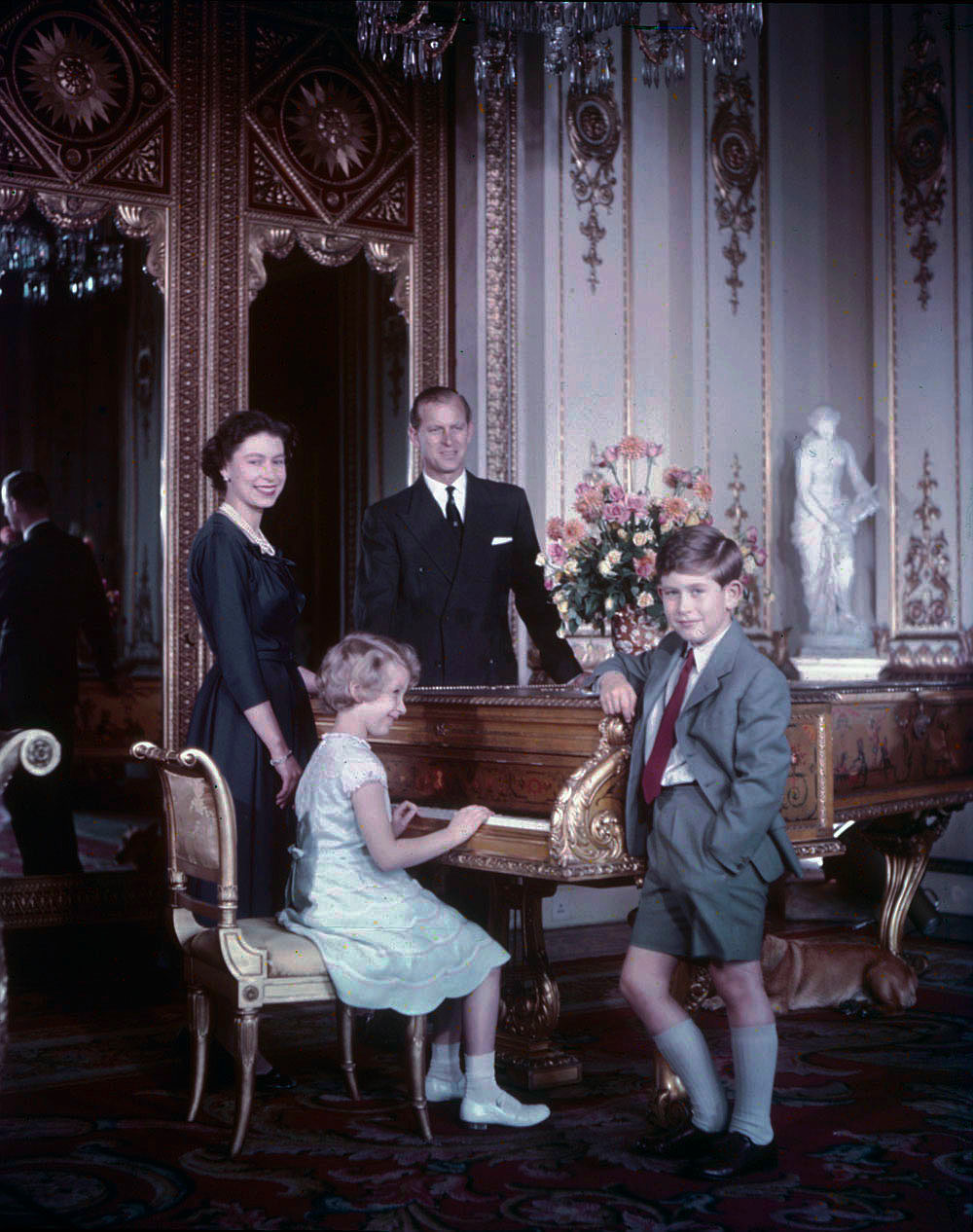
La princesse Anne avec ses parents et son frère aîné en octobre 1957.

La princesse Anne naît à Clarence House le 15 août 1950 à 11 h 50, sous le règne de son grand-père maternel George VI. Elle est le deuxième enfant et l'unique fille de la princesse Élisabeth, duchesse d'Édimbourg, et de Philip, duc d'Édimbourg. Une salve de 21 coups de canon à Hyde Park marque sa naissance. Anne est baptisée dans la salle de musique du palais de Buckingham le 21 octobre 1950, par l'archevêque d'York Cyril Garbett.
La princesse Anne a pour parrains et marraines :
- la princesse Alice de Battenberg, princesse de Grèce et de Danemark ;
- le vice-amiral sir Louis Mountbatten, 1er comte Mountbatten de Birmanie ;
- la princesse Marguerite de Grèce, princesse de Hohenlohe-Langenbourg (sœur du prince Philip) ;
- l'honorable Andrew Elphinstone (neveu de la reine mère).

Une gouvernante, Catherine Peebles, nommée pour s'occuper d'Anne est responsable de son éducation préscolaire au palais de Buckingham. Peebles a également servi comme gouvernante du futur roi Charles III, son frère aîné. Le 6 février 1952, après la mort de George VI, sa mère monte sur le trône sous le nom d'Élisabeth II. Étant donné son jeune âge, Anne n'assiste pas à la cérémonie de couronnement de sa mère, le 2 juin 1953, mais elle apparaît toutefois avec celle-ci et plusieurs membres de sa famille au balcon du palais de Buckingham. 

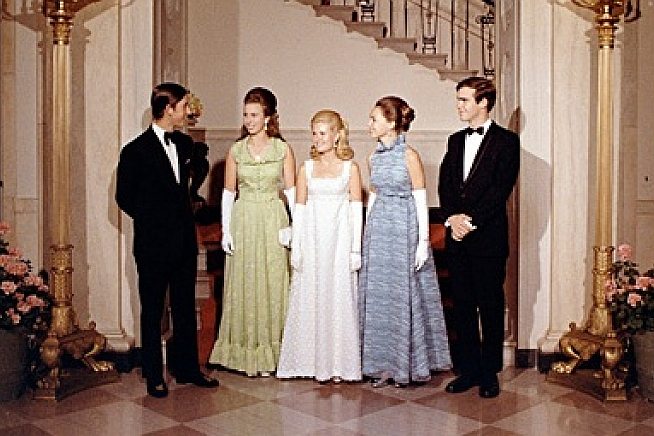
Anne et Charles avec Tricia Nixon, Julie et David Eisenhower à la Maison-Blanche en 1970.

Une compagnie de guides est reformée en mai 1959, la 1re compagnie du palais de Buckingham. Elle inclut la meute de Brownies de Holy Trinity Brompton, afin que, comme sa mère et sa tante l'ont fait avant elle, Anne puisse se socialiser avec des filles de son âge. Cette organisation scoute est active jusqu'en 1963, date à laquelle Anne part en pensionnat. Anne est inscrite à l'école Benenden en 1963. En 1968, elle quitte l'école avec six GCE O-Levels et deux A-Levels.
Dans les années qui suivent, Anne sort. En 1970, son premier petit ami est Andrew Parker Bowles, qui deviendra le premier mari de Camilla Shand (la maîtresse et deuxième épouse de son frère, le roi Charles III).

### Tentative d'enlèvement
Le 20 mars 1974, elle est victime d'une tentative d'enlèvement, alors qu'elle revenait au palais de Buckingham après avoir assisté à un événement de charité à Pall Mall. Son agresseur, Ian Ball, 26 ans, déclaré mentalement défaillant (schizophrène selon les experts), blesse le chauffeur de la princesse, Alex Callender, son garde du corps, l'inspecteur James Beaton, ainsi qu'un journaliste se trouvant sur les lieux, Brian McConnell. C'est l'agent de police Michael Hills, lui aussi blessé, qui arrive enfin à appeler des renforts, qui neutralisent Ball. Le ravisseur voulait une rançon de deux millions de livres sterling dans vingt valises, le pardon absolu et un avion pour la Suisse. Il a même exigé que la reine se déplace en personne, afin qu'elle appose sa signature pour authentifier les documents nécessaires. Jugé par la cour criminelle de Londres à Old Bailey, Ball plaide coupable et écope d'une peine de prison à perpétuité pour tentative d'homicide. Au regard de sa mauvaise santé mentale, il est interné dans un hôpital psychiatrique.
La princesse Anne est connue pour le calme qu'elle a conservé durant cette tentative d'enlèvement, refusant la demande du kidnappeur armé qu'elle sorte de la voiture et lui répondant « Not bloody likely! » (intraduisible de manière littérale mais qui signifie « Certainement pas ! »),,,.

### Mariages

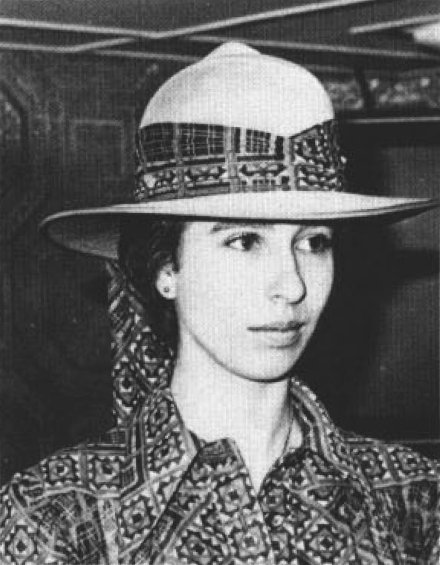
La princesse Anne en février 1973.

Anne épouse le 14 novembre 1973 le capitaine Mark Phillips. Deux enfants sont issus de cette union :
- Peter Phillips (né le 15 novembre 1977), qui épouse le 17 mai 2008 Autumn Kelly, dont il divorce en 2021 ;
- Zara Phillips (née le 15 mai 1981), qui épouse le 30 juillet 2011 Mike Tindall.

Mark Phillips a refusé la pairie que lui offrait la reine en guise de « cadeau de mariage » et n'a donc jamais été anobli. C'est pourquoi les enfants du couple ne sont pas nobles, toutefois, ils entrent dans l'ordre de succession pour le trône britannique, au même titre que leurs cousins et cousines. Anne divorce le 28 avril 1992, à la suite d'une liaison extra-conjugale de son mari, qui débouche sur la naissance d'une fille illégitime en 1985 (la paternité de Mark Phillips fut confirmée par des tests ADN en 1991).
Elle épouse en secondes noces le 12 décembre 1992 le commandant Timothy Laurence, selon le rite presbytérien écossais, qui autorise le remariage des divorcés.
Elle est grand-mère de cinq petits-enfants : Savannah (2010) et Isla Phillips (2012), les filles de Peter Phillips.
Mia (2014), Lena (2018) et Lucas Tindall (2021), les enfants de Zara Phillips.

### Engagements officiels

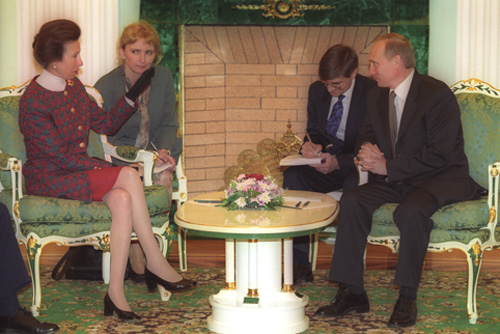
La princesse Anne et le président russe Vladimir Poutine au Kremlin en 2000.

La princesse remplit de nombreux engagements officiels et préside beaucoup d'œuvres caritatives telles que « Save the Children United Kingdom », une association fondée par Eglantyne Jebb en 1919 pour venir en aide aux enfants victimes de la faim et de la maladie dans le monde. C'est pour son travail avec « Save the Children » que le président de la Zambie, Kenneth Kaunda, la nomine pour le prix Nobel de la paix de 1990, remporté finalement par Mikhaïl Gorbatchev.
La princesse Anne est le premier membre de la famille royale à avoir eu affaire avec la justice : en 2001, elle est condamnée à une amende de 400 livres pour excès de vitesse, et en 2002 à payer 500 livres, un de ses chiens ayant agressé un enfant. Les Britanniques se moquent volontiers de son franc-parler, de ses chutes spectaculaires (à cheval ou à pied) et de ses choix vestimentaires. Ce qui ne l'empêche pas d'être la présidente de la United Kingdom Fashion and Textile Association.
Elle est la marraine du XV du chardon, l'équipe d'Écosse de rugby à XV, du Royal Yachting Association, de la British Nutrition Foundation.
La princesse Anne est chancelière de plusieurs universités : l'Université de Londres (depuis 1981 en remplacement de sa grand-mère « Queen Mum »), l'Université d’Édimbourg (depuis 2011 en remplacement de son père le duc d’Édimbourg), l'Université of the Highlands and Islands (depuis 2012), l'Université Harper Adams (depuis 2013) et de l'University College of Osteopathy.
En 2021, la princesse Anne est le membre le plus actif de la famille royale avec 368 déplacements au cours de l'année.
En 2022, c'est toujours le cas, avec 214 activités officielles, devançant ses frères, le prince Charles (devenu le roi Charles III le 8 septembre 2022) et le prince Edward.
En décembre 2022, elle est nommée conseiller d'État, pouvant remplacer le roi dans des actes officiels.
En 2023, elle est à la tête de 457 engagements et reste le membre le plus actif de la famille royale, devant le roi et ses 425 obligations remplies.
À l'été 2024, heurtée à la tête par un cheval, elle doit prendre du repos pendant plusieurs semaines.

### Championne équestre
Ancienne championne d'Europe de Concours complet d'équitation en individuel en 1971 et médaille d'argent en individuel et par équipes en 1975, elle est membre du Comité international olympique et présidente du Comité olympique britannique. La princesse Anne fut élève à l'école espagnole d'équitation à Vienne.
Elle est la seule compétitrice à ne pas avoir dû se soumettre au test de féminité lors des Jeux olympiques d’été de 1976 à Montréal.
Après ces jeux, elle met fin à sa carrière sportive.
De 1986 à 1994, elle est présidente de la Fédération équestre internationale.

## Titres et honneurs

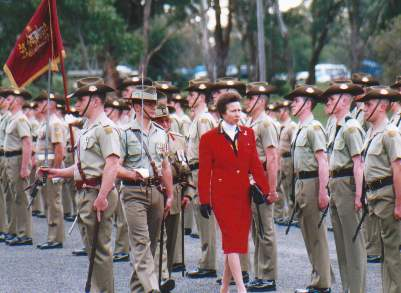
La princesse Anne passant en revue le Royal Australian Corps of Signals en 2000.

### Titulature complète
En tant que fille de la souveraine, elle est princesse du Royaume-Uni de Grande-Bretagne et d'Irlande du Nord avec le prédicat d'altesse royale. À sa naissance, sa mère n'a pas encore accédé au trône, elle porte le nom de l'apanage de son père, c'est-à-dire « d'Édimbourg ». En 1987, sa mère lui octroie le titre de princesse royale, traditionnellement accordé à la fille aînée du souverain britannique et laissé vacant par la mort de la princesse Marie, fille du roi George V, en 1965.
À ce jour, sa titulature complète est « Son Altesse Royale la princesse Anne Elizabeth Alice Louise, princesse royale, dame de l'ordre très noble de la Jarretière, chevalier du très ancien et très noble ordre du Chardon, dame grand-croix et grand-maître de l'ordre royal de Victoria, dame grand-croix du très vénérable ordre de l'Hôpital de Saint-Jean de Jérusalem ».
Elle est connue successivement sous les titres de :
- 15 août 1950 - 6 février 1952 : Son Altesse Royale la princesse Anne d'Édimbourg ;
- 6 février 1952 - 14 novembre 1973 : Son Altesse Royale la princesse Anne ;
- 14 novembre 1973 - 12 juin 1987 : Son Altesse Royale la princesse Anne, Mrs Mark Phillips ;
- Depuis le 13 juin 1987 : Son Altesse Royale la princesse royale.

### Armes

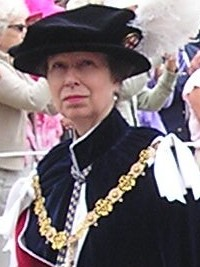
La princesse Anne en tenue de l'ordre de la Jarretière en 2014.

| Blason | Blasonnement : Ecartelé, en I et IV de gueules aux trois léopards d'or, en II d'or, au lion de gueules, au double trescheur fleuronné et contre-fleuronné du même et en III d'azur, à la harpe d'or, cordée d'argent, un lambel d'argent brochant sur la partition, le premier et le troisième pendant chargés d'une Croix de saint Georges, le deuxième pendant d'un cœur, le tout de gueules. |

### Distinctions
La princesse Anne a reçu la plupart des décorations anglaises et écossaises les plus prestigieuses :
- Membre royal de la Royal Society (FRS - 1987)
- Dame de l'ordre de la Jarretière (LG - 1994)
- Ordre du Chardon (LT - 2000)
- Dame grand-croix de l'ordre royal de Victoria (GCVO)
- Dame grand-croix du Très vénérable ordre de Saint-Jean (GCStJ - 2009)[18]

Elle a reçu l'ordre de la famille royale de la part de sa mère et de son frère, : 
- 1953 - Ordre de la famille royale d'Élisabeth II
- 2024 - Ordre de la famille royale de Charles III

Elle a également été décorée lors des couronnements de la reine Élisabeth II et du roi Charles III, recevant aussi les médailles pour les différents jubilés de la reine :
- 1953 : Médaille du couronnement d'Élisabeth II
- 1977 : Médaille du jubilé d'argent d'Élisabeth II
- 2002 : Médaille du jubilé d'or d'Élisabeth II
- 2012 : Médaille du jubilé de diamant d'Élisabeth II
- 2022 : Médaille du jubilé de platine d'Élisabeth II
- 2023 : Médaille du couronnement de Charles III

En 2023, elle est faite aide de camp (ADC) personnelle du roi Charles III.